# تین و تینا (فیلم ۲۰۲۳)
تین و تینا (به انگلیسی: Tin & Tina)}) یک فیلم هیجان‌انگیز روان‌شناختی محصول ۲۰۲۳ با عناصر ترسناک به کارگردانی روبین استاین است که میلنا اسمیت و جیمی لورنته در کنار کارلوس گونزالس مورولون و آناستازیا روسو در آن بازی می‌کنند. این فیلم اقتباسی از فیلم کوتاهی به همین نام در سال ۲۰۱۳ است.

## انتشار
فیلمکس توزیع داخلی فیلم را در اسپانیا تضمین کرد. این فیلم قرار بود در ۲۳ مارس ۲۰۲۳ در جشنواره اکران شود. ولی به دلایلی انتشار آن تا ۲۳ مارس ۲۰۲۳ به تعویق افتاد.